# ヘイデン・アンプリフィケーション
ヘイデン・アンプリフィケーション（Hayden Amplification ）はイギリスのエレキギター用ハンドワイアリングアンプリファイアの設計会社。アシュダウン・エンジニアリングの子会社で、高品質のハンドワイアリング・真空管アンプを製作している。